# Три богатыря и принцесса Египта
«Три богатыря и принцесса Египта» — полнометражный анимационный фильм студии «Мельница» и восьмой мультфильм во франшизе «Три богатыря».
Мультфильм, в котором герои спасают Новый год и климат Земли в древней пирамиде, вышел через один год после появления седьмого фильма цикла — «Три богатыря и морской царь».
Вышел в широкий прокат 28 декабря 2017 года.
С 5 марта 2022 года было объявлено, что мультфильм «Три богатыря и принцесса Египта» выпустят в повторный прокат в России.
28 июля 2022 года мультфильм вышел в повторный прокат.

## Сюжет
3000 лет назад Дед Мороз установил равновесие между жарой и холодом и разделил год на 12 месяцев. Однако у него был ученик Дурило, который получил должность запасного тринадцатого месяца. Недовольный своим статусом Дурило крадёт у наставника волшебный посох и сани с оленем, чтобы нарушить равновесие жары и холода. Но для исполнения плана ему нужна сила русских богатырей. Чтобы заманить их в Египет, где находится Чаша равновесия, Дурило с двумя разбойниками дожидается празднования Нового года и имитирует похищение жён богатырей, а сам прикидывается Дедом Морозом и обещает помочь.
Дурило и богатыри летят в Египет на санях Деда Мороза, а вслед за ними на Змее Горыныче устремляются князь и Юлий, который горит желанием раздобыть в древней пирамиде сокровища. Прибывая на место, Дурило при помощи богатырей открывает вход в пирамиду. Игнорируя приказ проснувшегося Сфинкса принести клятву, Дурило замораживает его при помощи посоха. Под его действие случайно попадают и Илья с Добрыней. Олень пытается отобрать у Дурило посох и откусывает его основание, но Дурило не замечает этого и скрывается в пирамиде.
Следом за ним бежит Алёша, а предоставленный сам себе олень летит обратно на север. Вскоре к Сфинксу подлетают Горыныч и князь с Юлием. Принимая замороженных богатырей за мумии, они по инициативе Юлия решают проникнуть в пирамиду. Слишком большой Горыныч не может пролезть и остаётся снаружи.
Внутри пирамиды Дурило, Алёша, князь и Юлий плутают, не сталкиваясь друг с другом. Желая избавиться от ненужного спутника, Дурило случайно отправляет его в тёмную комнату, которая оказывается экстренным выходом из пирамиды. Попав в Нил, они сталкиваются с крокодилами, от которых спасаются при помощи фокуса с исчезновением. Дурило вновь пытается избавиться от Алёши, устраивая оползень и не позволяя выйти на берег, но Алёша по-прежнему устремляется за ним.
В это время жёны богатырей освобождаются из плена в разбойничьей избушке и ведут двух похитителей в дом Алёши, но мужей дома не застают. Зато к дому подходит настоящий Дед Мороз, которого жёны поначалу принимают за Дурилу, оглушают и запирают в кладовой. Однако волшебник освобождается и рассказывает им историю с замыслом Дурилы, который похитил его оленя и пожелал уничтожить зиму. Дед Мороз создаёт воздушное облачко, на котором отправляет жён богатырей в Египет. Они прилетают в тот момент, когда Змей Горыныч и Добрыня уже освобождают Илью изо льда.
Любава бежит в гробницу за Алёшей. Добрыня и Илья устремляются за ней и в первом зале сражаются с гигантскими скорпионами. Горыныч, Алёнушка и Настасья ждут снаружи. Тем временем, князь и Юлий натыкаются на саркофаг с Нефертити и видят в её руках ключ, который, по мнению Юлия, позволит добыть сокровища. Юлий случайно пробуждает принцессу своим поцелуем. Они с князем похищают ключ и убегают, а, когда Нефертити открывает глаза, то видит пробегающего мимо Алёшу. Думая, что это он пробудил её ото сна, она влюбляется в него.
Алёша догоняет Дурилу в подземном городе, куда за ними проникают и князь с Юлием, миновав танцующих скелетов. Дурило рассказывает Алёше, что на самом деле жён богатырей здесь нет, но с помощью богатырской силы можно устроить во всём мире вечное лето. Алёша под руководством Дурилы приводит в действие механизм, смещая Чашу равновесия в сторону жары. В изнывающем от зноя Киеве к Деду Морозу прилетает его олень, на котором он устремляется в Египет.
В разгар работы Алёша понимает, что вечная жара не приведёт ни к чему хорошему, так как из-за засухи не будет больше овощного урожая и погибнет всё живое. Он решает вернуть равновесие в прежнее состояние, но ему мешают Дурило и подоспевшие мумифицированные жрец и население подземного города. Алёшу и Дурилу привязывают к колонне, и появляется Нефертити, исполняющая свадебный танец. За спинами мумий проползают замаскировавшиеся при помощи бинтов князь и Юлий. Последний вставляет ключ в скважину в основании механизма чаши, ожидая открыть дверь в кладовую с сокровищами, но вместо этого чаша равновесия смещается в сторону холода, а ключ ломается. Начинается всеобщее оледенение.
В это время Илья с Добрыней одолевают исполинского стража-мумию и вместе с Дедом Морозом и Любавой появляются в разгар церемонии. Нефертити обращает внимание на проникший в пирамиду последний луч солнца. Богатыри поднимают льдину и, используя её как линзу, разжигают огонь на Чаше и приводят её в исходное состояние. Лёд тает. Жрец устраивает празднество, а богатыри с жёнами, Дед Мороз, Дурило, князь, Юлий и Змей Горыныч возвращаются в Киев. По пути Дед Мороз делает одолжение Дуриле, предоставляя ему в распоряжение день 29 февраля.
В Киеве устраивается празднование Нового года в качестве компенсации Дедом Морозом сорванного предыдущего праздника. Подталкиваемый Юлием князь желает всем собравшимся (к которым присоединяются Тихон, Бабуля и осёл Моисей) богатств и растущей зарплаты в наступающем году.

## В ролях
| Актёр                 | Роль                              |
| --------------------- | --------------------------------- |
| Олег Куликович        | Алёша Попович / Змей Горыныч      |
| Валерий Соловьёв      | Добрыня Никитич                   |
| Дмитрий Быковский     | Илья Муромец                      |
| Александр Быковский   | Дурило                            |
| Сергей Маковецкий     | Князь Киевский                    |
| Дмитрий Высоцкий      | конь Юлий                         |
| Лия Медведева         | Любава, жена Алёши                |
| Елена Шульман         | Настасья Филипповна, жена Добрыни |
| Мария Цветкова        | Алёнушка, жена Ильи               |
| Валентин Морозов      | Дед Мороз                         |
| Анатолий Петров       | боярин Антипка                    |
| Михаил Черняк         | Сфинкс / рассказчик               |
| Светлана Кузнецова    | Нефертити                         |
| Александр Лаврухин    | Жрец                              |
| Константин Феоктистов | Худой разбойник                   |
| Максим Сергеев        | Толстый разбойник                 |
|                       |                                   |

## Награды
- 2018 — «Мультимир»:[4]
  - Приз жюри «Лучший российский анимационный полнометражный фильм»
  - Приз жюри «Лучшая 2D-графика российского анимационного фильма».

## Новеллизация
В 2017 году под авторством Натальи Каменских вышла новеллизация мультфильма с таким же названием. Книга почти дословно воспроизводит сцены из мультфильма, кадры которого взяты за основу для иллюстраций. Новеллизация рассчитана на читателей от шести лет.